# 対馬市立西小学校
対馬市立西小学校（つしましりつ にししょうがっこう, Tsushima City Nishi Elementary School）は長崎県対馬市峰町三根にある公立小学校。

## 概要
歴史
1983年（昭和58年）に峰町立三根小学校と峰町立木坂小学校が統合の上、「峰町立西小学校」として設置された。

校章
学問を表すペン先3本の絵を組み合わせたものの上に校名の「西小」（縦書き）を置いている。
校歌
作詞は中元誠人、作曲は宮本悦朗（内山田洋とクール・ファイブ）による。歌詞は3番まであり、各番とも校名の「西小学校」で終わる。
作曲の宮本悦朗は同市美津島町賀谷（がや）出身で、1987年（昭和62年）3月と2004年（平成16年）3月に西小学校を訪問している。
校区
以下の住所表記の場所
- 対馬市峰町の後に「三根（みね）、津柳（つやなぎ）、青海（おうみ）、木坂（きさか）、狩尾（かりお）、賀佐（かさ）、吉田（よしだ）」の続く地区。
- 対馬市上県町の後に「鹿見（ししみ）、久原（くばら）、女連（うなつら）」の続く地区。

中学校区は対馬市立西部中学校。

## 沿革
旧・三根小学校

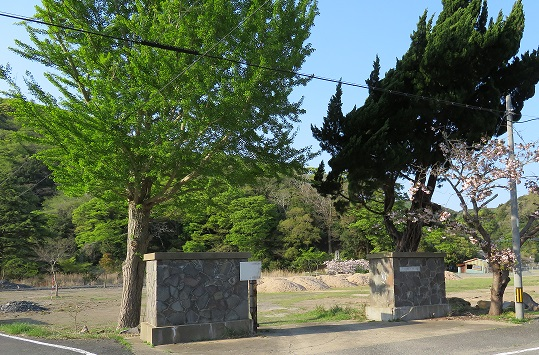
三根小学校跡

- 1875年（明治8年）3月 - 「第五大学区第四中学区[6]三根村十九番小学三根学校」が開校[7]。廃寺峯龍庵を仮校舎として使用。

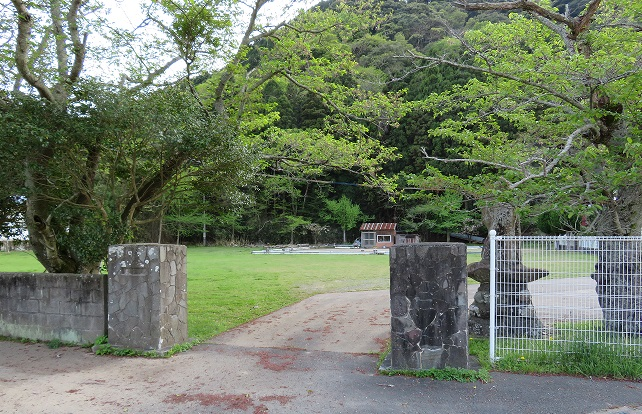
吉田小学校跡

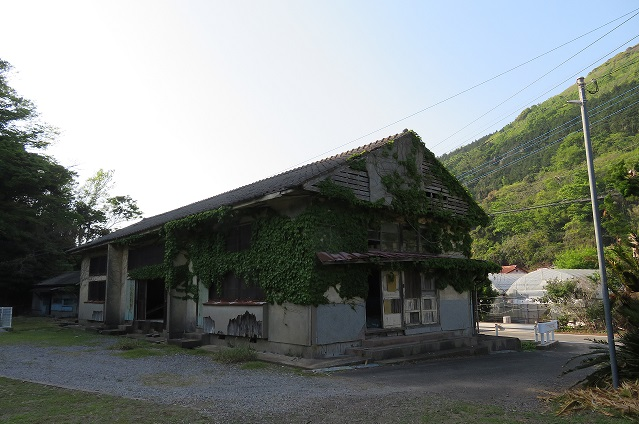
木坂小学校跡

- 1885年（明治18年）- 「仁田学区公立中等仁田小学校下等三根分校」となる。
- 1886年（明治19年）- 小学校令により、簡易科を設置し「三根学区簡易三根小学校」と改称。
- 1888年（明治21年）- 尋常科を設置し「三根学区尋常三根小学校」となる（後に「三根尋常小学校」と改称）。
- 1891年（明治24年）- 三根村字ヨケジに校舎を建設し移転。
- 1908年（明治41年）- 義務教育期間が尋常科4年から尋常科6年に延長される。
- 1910年（明治43年）- 校舎を改築。
- 1916年（大正5年）- 高等科を併置し、「三根尋常高等小学校」と改称。木坂尋常小学校から津柳分教場が移管される。
- 1919年（大正8年）- 教室を増築。
- 実施年月日不明 - 三根農業補習学校を併置。
- 1935年（昭和10年）4月1日 - 青年学校令により、併置の三根農業補習学校を三根青年学校に改称。
- 1941年（昭和16年）4月1日 - 国民学校令により、「三根国民学校」と改称。尋常科を初等科に改称。初等科6年・高等科2年
- 1947年（昭和22年）4月1日 - 学制改革（六・三制の実施）
  - 旧・三根国民学校の初等科を改組し、「峰村立三根小学校」とする。津柳分校を設置。
  - 旧・三根国民学校の高等科および旧・三根青年学校を改組し、「峰村立西部中学校」（新制中学校）とする。中学校は旧・青年学校校舎を仮校舎とする。
- 1960年（昭和35年）- 津柳分校の新校舎が完成。
- 1963年（昭和38年）9月 - 校舎を改築。
- 1964年（昭和39年）10月 - ミルク給食から補食給食へ移行。
- 1965年（昭和40年）8月 - 給食室が完成。
- 1967年（昭和42年）- へき地集会所（講堂）が完成。
- 1970年（昭和45年）4月 - 完全給食に移行。
- 1976年（昭和51年）4月1日 - 峰町の発足により、「峰町立三根小学校」と改称。
- 1978年（昭和53年）4月1日 - 津柳分校と峰町立吉田小学校を廃止の上統合。
- 1983年（昭和58年）3月31日 - 木坂小学校との統合により閉校。

旧・吉田小学校
- 1885年（明治18年）- 「仁田学区公立中等仁田小学校下等吉田・賀佐[8]分校」が開校。吉田分校は廃寺・善光寺を、賀佐分校は廃寺・泉福庵を仮校舎として利用。
- 1886年（明治19年）- 小学校令により、簡易科を設置し「三根学区簡易吉田小学校」となる。
- 1891年（明治24年）- 尋常科を設置し、「三根学区尋常吉田小学校」となる。賀佐分教場を設置。
- 1893年（明治26年）- 「吉田尋常小学校」に改称。
- 1900年（明治33年）- 峰村吉田字神田643番地に新校舎が完成し、移転。
- 1925年（大正14年）- 水田を埋め立てて運動場を造成。
- 1941年（昭和16年）
  - 4月1日 - 国民学校令により、「吉田国民学校」と改称。尋常科を初等科に改称。
  - この年 - 校舎を改築。
- 1946年（昭和21年）- 峰村吉田字田の内209番地に校舎が完成。賀佐分教場を廃止。
- 1947年（昭和22年）4月1日 - 学制改革（六・三制の実施）により、旧・吉田国民学校の初等科を改組し、「峰村立吉田小学校」とする。
- 1963年（昭和35年）3月 - へき地集会場（講堂）が完成。
- 1967年（昭和42年）2月 - 給食室が完成し、同年3月から完全給食を開始。
- 1976年（昭和51年）4月1日 - 峰町の発足により、「峰町立吉田小学校」と改称。
- 1978年（昭和53年）3月31日 - 廃止。

旧・木坂小学校
- 1885年（明治18年）- 「仁田学区公立中等仁田小学校下等木坂・狩屋分校」が開校。廃寺・東泉庵を仮校舎として利用。
- 1886年（明治19年）- 小学校令により、簡易科を設置し「三根学区簡易木坂小学校」となる。
- 1891年（明治24年）- 尋常科を設置し、「三根学区尋常木坂小学校」となる（後に「木坂尋常小学校」と改称）。廃寺養泉寺を利用し津柳分教場を設置。
- 1898年（明治31年）- 木造校舎が完成。
- 1908年（明治41年）- 義務教育期間が尋常科4年から尋常科6年に延長される。
- 1916年（大正5年）- 三根尋常高等小学校へ津柳分教場を移管。
- 1925年（大正14年）- 校舎の大修理を行う。
- 1930年（昭和5年）- 峰村三根字栗ノ木に校舎が完成し移転。
- 1941年（昭和16年）4月1日 - 国民学校令により、「木坂国民学校」と改称。尋常科を初等科に改称。
- 1947年（昭和22年）4月1日 - 学制改革（六・三制の実施）により、旧・木坂国民学校の初等科を改組し、「峰村立木坂小学校」とする。
- 1965年（昭和35年）5月 - へき地集会場（講堂）が完成。
- 1966年（昭和41年）- 補食給食を開始。
- 1974年（昭和49年）3月 - 完全給食を開始。
- 1976年（昭和51年）4月1日 - 峰町の発足により、「峰町立木坂小学校」と改称。
- 1983年（昭和58年）3月31日 - 廃止。

西小学校
- 1982年（昭和57年）- 現在地に新校舎が完成。校地内に峰町立西部学校給食共同調理場が完成。
- 1983年（昭和58年）4月1日 - 峰町立三根小学校と峰町立木坂小学校の統合により、「峰町立西小学校」が新設される。新設の西部学校給食共同調理場からの給食配送が開始。
- 1984年（昭和59年）- 屋内運動場（体育館）が完成。
- 2004年（平成16年）3月1日 - 対馬市の発足により「対馬市立西小学校」（現校名）に改称。
- 2012年（平成24年）4月1日 - 対馬市立久原小学校を統合。

## アクセス
最寄りのバス停
- 対馬交通 「三根」バス停

最寄りの県道
- 国道382号
- 長崎県道48号木坂佐賀線

## 周辺
- 対馬市立西部中学校
- 対馬市峰行政サービスセンター（旧・峰地域活性化センター）・対馬市教育委員会事務局・峰町歴史民俗資料館
- 対馬北警察署峰警察官駐在所
- 峯郵便局
- 峰総合運動公園
- シャインドームみね